# Aaron Shackell
Aaron Shackell, född 9 augusti 2004, är en amerikansk simmare.

## Karriär
Vid de amerikanska OS-uttagningarna, i juni 2024, inför OS 2024 vann han 400 meter fritt och kvalificerade sig därmed till olympiska sommarspelen 2024.